# Philip Dybvig
Philip Hallen Dybvig, född 22 maj 1955 i Gainesville, Florida, är en amerikansk nationalekonom och professor vid Washington University in St. Louis.
I oktober 2022 tilldelades Dybvig Sveriges riksbanks pris i ekonomisk vetenskap till Alfred Nobels minne tillsammans med Ben Bernanke och Douglas Diamond för sina forskningsinsatser om banker och finanskriser.